# رون، هند
رون (به انگلیسی: Ron) یک منطقهٔ مسکونی در هند است که در بخش گداگ واقع شده‌است. رون ۲۳٬۳۱۱ نفر جمعیت دارد و ۵۹۲ متر بالاتر از سطح دریا واقع شده‌است.